# Avitta insignifica
Avitta insignifica là một loài bướm đêm trong họ Noctuidae.